# فرشته سرنوشت
فرشته سرنوشت (به بنگالی: Bhagya Debata) و (به انگلیسی: Angel of destiny) فیلمی هندی محصول سال ۱۹۹۵ و به کارگردانی بویاپتی سینو است. در این فیلم بازیگرانی همچون میتون چاکرابورتی، ریتوپارنا سنگوپتا، سوهام چاکرابورتی، راجینیکانت، سومیترا چاترجی، مامتا کولکارنی و پانت ایثار ایفای نقش کرده‌اند.